# Hermann Osthoff
Hermann Osthoff, né le 18 avril 1847 à Billmerich, un quartier d'Unna (province de Westphalie) et mort le 7 mai 1909 à Heidelberg (grand-duché de Bade), est un linguiste allemand.
Il est impliqué dans des études indo-européennes et dans l'école néogrammarienne. Il est connu pour la formulation de la loi d'Osthoff et a publié de nombreux ouvrages sur la formation et la morphologie des mots indo-européens.